# Manko Lake
Manko Lake är en sjö i Kanada.   Den ligger i provinsen Manitoba, i den sydöstra delen av landet, 1 600 km nordväst om huvudstaden Ottawa. Manko Lake ligger 241 meter över havet. Arean är 0,85 kvadratkilometer. Den ligger vid sjön Spinks Lake. Den sträcker sig 1,4 kilometer i nord-sydlig riktning, och 1,5 kilometer i öst-västlig riktning.
I omgivningarna runt Manko Lake växer i huvudsak barrskog. Trakten runt Manko Lake är nära nog obefolkad, med mindre än två invånare per kvadratkilometer.